# (34074) 2000 OG59
2000 OG59 (asteroide 34074) é um asteroide da cintura principal. Possui uma excentricidade de 0.14172620 e uma inclinação de 1.90435º.
Este asteroide foi descoberto no dia 29 de julho de 2000 por LONEOS em Anderson Mesa.